# 奥良塔·乌马拉
奥良塔·莫伊塞斯·乌马拉·塔索（西班牙語：Ollanta Moisés Humala Tasso；1962年6月26日—），秘鲁左翼政治家，曾任秘鲁总统。

## 早年生平

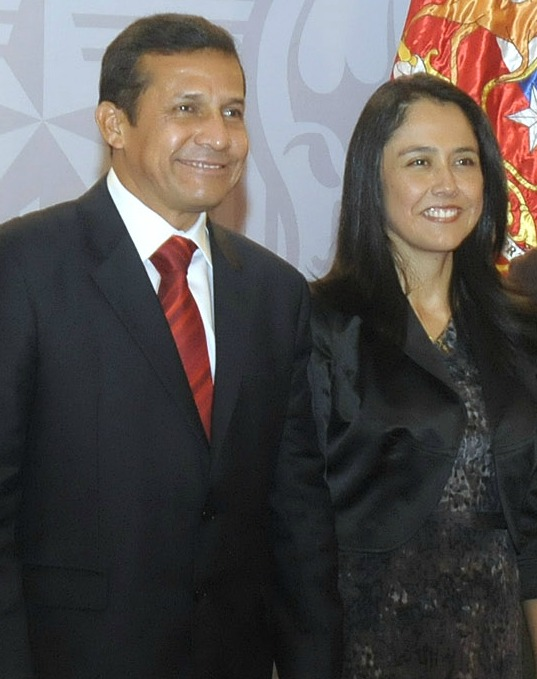
奥良塔·乌马拉和妻子纳丁·埃雷迪亚，摄于2011年6月15日

奥良塔·乌马拉出生于一个中产阶级原住民家庭，父亲为律师，为秘鲁共产党成员。乌马拉在1980年开始进入秘鲁陆军中服役，曾在乔里奥斯军官学校学习。
2000年，乌马拉指控藤森政府非法操纵大选，在塔克纳发动兵变未遂被捕。藤森政府倒台后被赦免并被授予中校军衔。2004年退役。

## 政治生涯
2005年，乌马拉创建秘鲁民族主义党。2006年，乌马拉第一次竞选总统职位。首轮获得了30%的支持率，但在第二轮投票中被阿兰·加西亚·佩雷斯击败。

### 總統任期（2011年—2016年）
2011年，乌马拉第二次竞选总统，最终以51.49%的得票率击败前总统藤森謙也（阿爾貝托·藤森）之女藤森惠子的48.51%，当选秘鲁总统，7月28日开始五年的任期。
上任後並沒有進行大改革，但也沒有釀成大災難。任期後期因貪腐醜聞頻仍以及第一夫人干政，民意支持跌至13%。乌马拉在卸任後一度接受审前羁押達9个月，2018年经上诉後获释。